# Autodromo Nazionale Monza
Autodromo Nazionale di Monza är en racerbana belägen utanför Monza i Italien. Banan används bland annat för Formel 1, GP2 Series och World Touring Car Championship.

## Banbeskrivning
Anläggningen har tre bansträckningar: den       5 793 meter långa Grand Prix-banan, den 2 405 meter långa Juniorbanan och den bankade 4,25 kilometer långa högfartsbanan, dock så används endast Grand Prix banan idag. Berömda kurvor på Grand Prix-banan är Curva di Lesmo, Curva Parabolica och Variante Ascari.
Autodromo Nazionale Monza är mest känt för att ha arrangerat samtliga Italiens Grand Prix i formel 1, förutom 1980 då loppet kördes på Autodromo Enzo e Dino Ferrari. Banan är den snabbaste i Formel 1-kalendern, som har den högsta genomsnittshastigheten av alla. 2005 körde till exempel Kimi Räikkönen varvet på 1:21,504, vilket gav en genomsnittshastighet på 255,9 km/h.

## Historia

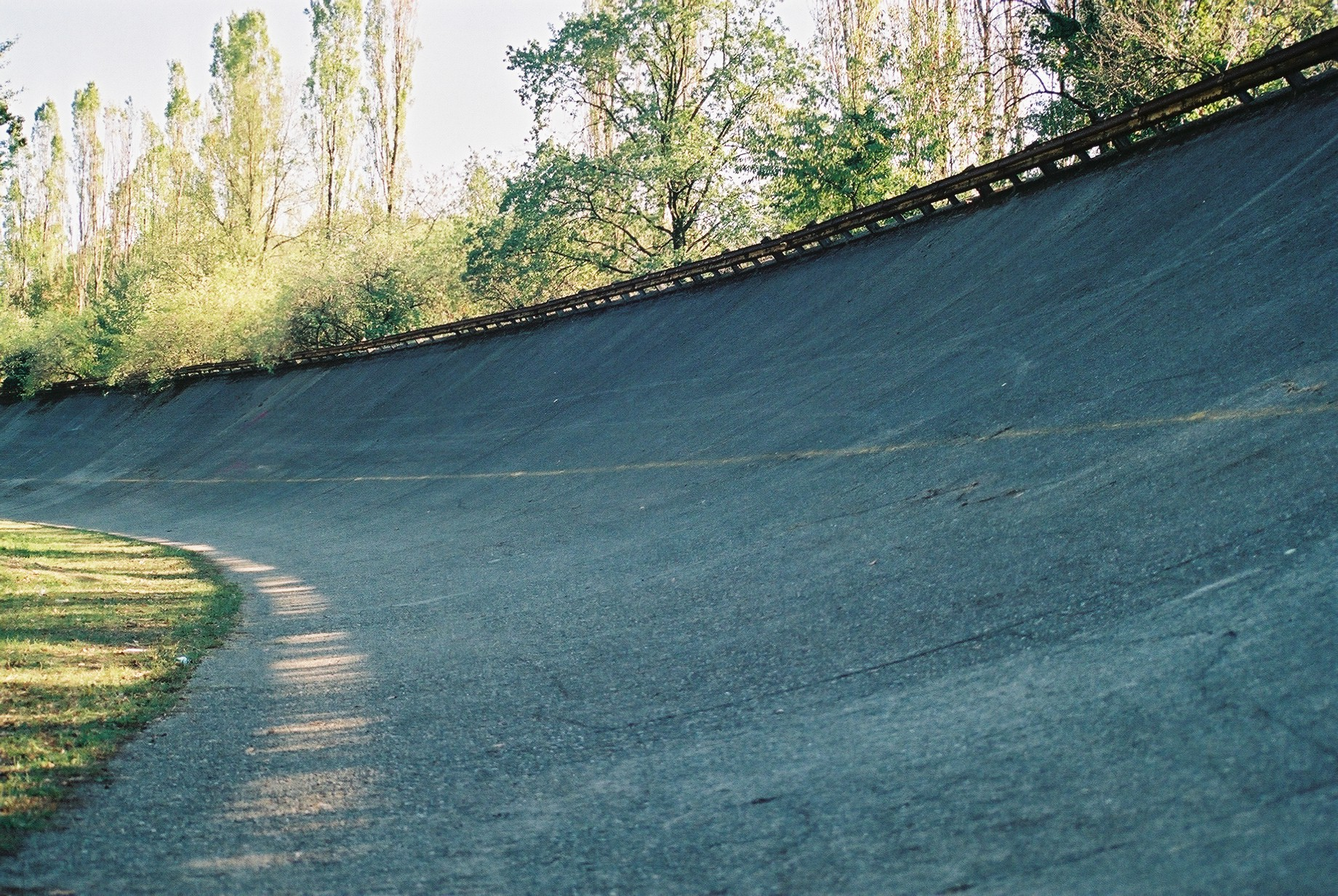
Bankingen på Pista Alta Velocità 2003.

Autodromo Nazionale Monza byggdes mellan maj och juli 1922 av 3 500 arbetare och såg då precis likadan ut som dagens bana, minus chikaner och med den stora skillnaden att man efter Curva Parabolica gick ut på en 4 490 meter lång oval som kallades Pista Alta Velocità. Totalt mätte banan exakt 10 000 meter. Banan var finansierad av Automobile Club di Milano. Banan var den tredje permanenta banan i världen att bli konstruerad.
Under Italiens Grand Prix den 9 september 1928 omkom föraren Emilio Materassi och 27 åskådare i den värsta olyckan i racing i Italiens historia. Efter den olyckan använde man inte ovalbanan fram till 1932.
En större ombyggnad skedde 1938–1939. Man byggde nya läktare och ingångar, lade ny beläggning av banan, flyttade delar av banan och lade till två nya kurvor. Resultatet blev ett 6 300 meter långt varv som användes fram till 1954.
Det hände många olyckor på ovalen och på grund av det byggdes det några chikaner för att sänka farten. 1969 slutade man använda ovalen och då rev man bort delar av den, men det mesta av den finns fortfarande kvar.
År 1972 byggdes Variante Ascari, som var en långsam chikan före utgången till bakrakan. 1974 gjordes Variante Ascari något snabbare. 1976 byggdes ytterligare två nya chikaner, Variante Rettifilo och Variante della Roggia. Variante Rettifilo var egentligen två chikaner.
Säsongen 1978 omkom den svenska Formel 1-föraren, Ronnie Peterson, efter en olycka på Autodromo Nazionale Monza.

## Källor

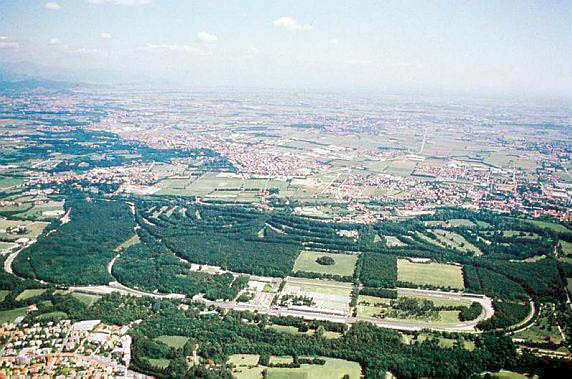
Flygbild över Autodromo Nazionale Monza.